# Соболев, Михаил Иванович (полковник)
Михаи́л Ива́нович Со́болев (4 ноября 1896 года, деревня Кожино, Витебская губерния — не ранее октября 1946 года) — советский военный деятель, полковник (1938 год).

## Биография
Михаил Иванович Соболев родился 4 ноября 1896 года в деревне Кожино.

### Первая мировая и гражданская войны
В октябре 1915 года был призван в ряды Русской императорской армии, после чего был направлен рядовым в 175-й запасной батальон, дислоцированный в Новгородской губернии. В январе 1916 года был переведён в 174-й запасной батальон с дислокацией в Нарве, который вскоре был преобразован в 174-й запасной стрелковый полк с дислокацией в Юрьеве, где служил рядовым, унтер-офицером и старшим унтер-офицером. В июле 1917 года направлен на Западный фронт в составе 1-го революционного батальона. В декабре того же года был демобилизован из рядов армии.
В октябре 1918 года вступил в ряды РККА, после чего был назначен на должность взводного инструктора Себежского уездного военкомата, в сентябре 1919 года — на должность командира взвода 2-го запасного полка (Московский военный округ), в октябре 1920 года — на должность командира взвода отдельного учебного батальона, дислоцированного во Владимире, в марте 1921 года — на должность командира взвода, а вскоре — на должность командира роты в составе 86-го стрелкового полка (10-я стрелковая дивизия), в составе которого участвовал в ходе подавления восстаний в Воронежской и Тамбовской губерниях.

### Межвоенное время
В сентябре 1921 года был направлен на учёбу в Высшую тактико-стрелковую школу комсостава РККА имени III Коминтерна, после окончания которой в 1923 году был назначен на должность командира 253-й Киржачской отдельной роты отдельного назначения, а затем — на должность командира 154-й Переяславской отдельной роты ОС. С ноября 1924 года исполнял должность для поручений при Владимирском губернском военкомате, а в январе 1925 года был назначен на должность начальника мобилизационного отдела этого же военкомата. В мае того же года был направлен в 41-й стрелковый полк (Московский военный округ), дислоцированный в Коломне и Муроме, где служил исполняющим должности помощника командира и командира батальона, военкома полка. В апреле 1928 года был назначен на должность командира роты Объединённой военной школы имени ВЦИК в Москве.
В январе 1930 года направлен на учёбу на курсы «Выстрел», после окончания которых в июне того же года назначен на должность члена научно-технического комитета Артиллерийского управления РККА, затем — на должность помощника управляющего делами этого комитета, в феврале 1931 года — на должность помощника начальника, затем — на должность начальника сектора Артиллерийского управления РККА, в июле 1932 года — на должность начальника сектора Главного артиллерийского управления РККА, в январе 1935 года — на должность помощника начальника отделения Отдела стрелкового вооружения, затем — на должность начальника отделения 5-го отдела, а в мае 1938 года — на должность секретаря партийного бюро Артиллерийского управления РККА.
В октябре 1939 года полковник Михаил Иванович Соболев был направлен на учёбу в Академию Генерального штаба РККА.

### Великая Отечественная война
С началом войны назначен старшим помощником начальника оперативного отдела штаба Главнокомандующего войсками Северо-Западного направления, в августе 1941 года — командиром 1-го стрелкового полка (2-я стрелковая дивизия народного ополчения, Ленинградская армия народного ополчения, Северный фронт), а в декабре — начальником штаба 24-й, затем 28-й стрелковых дивизий, а в августе 1942 года — заместителем командира последней дивизии, которая в составе 3-й ударной армии принимала участие в ходе Торопецко-Холмской, Великолукской, Невельской и Городокской наступательных операций.
С марта 1944 года — начальник штаба 98-го стрелкового корпуса, а с 29 апреля по 16 мая того же года временно командовал корпусом, который до 6 мая находился в резерве Ленинградского фронта, а затем был включён в состав 23-й армии того же фронта и вёл оборонительные боевые действия на Карельском перешейке. В июле 1944 года по ходатайству командующего 21-й армией полковник Михаил Иванович Соболев был освобождён от должности, после чего был назначен на должность заместителя командира 381-й стрелковой дивизии Ленинградского фронта, в сентябре того же года — на должность заместителя командира 221-й стрелковой дивизии, а в январе 1945 года — на должность коменданта 152-го укреплённого района (3-й Белорусский фронт).

### После войны
После окончания войны полковник Михаил Иванович Соболев продолжал служить комендантом этого же укреплённого района в составе Прибалтийского военного округа, однако в июне 1946 года был освобождён от должности и в октябре того же года вышел в запас.

## Награды
- Орден Ленина.
- Орден Красного Знамени.
- Орден Отечественной войны 1 и 2 степени.
- Орден Красной Звезды.
- Медали.